# Covington (Intel)
Il primo processore Intel Celeron, aveva nome in codice Covington e ha fatto il suo debutto nell'aprile del 1998 con la versione a 266 MHz, seguita a breve da quella a 300 MHz.

## Caratteristiche tecniche

### Processo produttivo
Si trattava fondamentalmente di un Pentium II con core Deschutes, quindi costruito a 0.25 micron (250 nm) sprovvisto della cache L2 da 512 KB e dotato della sola cache L1 da 32 KB; questa scelta progettuale, mirante a contenere i costi e a lanciare la soluzione Slot 1 anche per il segmento più economico dei personal computer, ha portato ad un notevole abbassamento delle prestazioni, rispetto ai Pentium II di pari frequenza, con calcoli interi, mentre in virgola mobile il calo di prestazioni è stato decisamente inferiore. Il numero di transistor era stato ridotto a 7,5 milioni e l'area del core era di circa 131 mm²

### Tecnologie implementate
Essendo basato interamente sul progetto Deschutes, Covington ne ereditava tutte le altre caratteristiche (esclusa la cache) quindi offriva il supporto alle istruzioni MMX.

## Modelli arrivati sul mercato
La tabella seguente mostra i modelli di Celeron, basati su core Covington, arrivati sul mercato. Molti di questi condividono caratteristiche comuni pur essendo basati su diversi core; per questo motivo, allo scopo di rendere maggiormente evidente tali affinità e "alleggerire" la visualizzazione alcune colonne mostrano un valore comune a più righe. Di seguito anche una legenda dei termini (alcuni abbreviati) usati per l'intestazione delle colonne:
- Nome Commerciale: si intende il nome con cui è stato immesso in commercio quel particolare esemplare.
- Data: si intende la data di immissione sul mercato di quel particolare esemplare.
- Socket: lo zoccolo della scheda madre in cui viene inserito il processore. In questo caso il numero rappresenta oltre al nome anche il numero dei pin di contatto.
- Clock: la frequenza di funzionamento del processore.
- Molt.: sta per "Moltiplicatore" ovvero il fattore di moltiplicazione per il quale bisogna moltiplicare la frequenza di bus per ottenere la frequenza del processore.
- Pr.Prod.: sta per "Processo produttivo" e indica tipicamente la dimensione dei gate dei transistor (180 nm, 130 nm, 90 nm).
- Voltag.: sta per "Voltaggio" e indica la tensione di alimentazione del processore.
- Watt: si intende il consumo massimo di quel particolare esemplare.
- Bus: frequenza del bus di sistema.
- Cache: dimensione delle cache di 1º e 2º livello.
- XD-bit: implementazione della tecnologia di sicurezza che evita l'esecuzione di codice malevolo sul computer.
- EM64T: implementazione della tecnologia a 64 bit di Intel.
- HT: sta per "Hyper-Threading" e indica l'implementazione della esclusiva tecnologia Intel che consente al sistema operativo di vedere 2 core logici.
- EIST: sta per "Enhanced SpeedStep Technology" ovvero la tecnologia di risparmio energetico sviluppata da Intel e inserita negli ultimi Pentium 4 Prescott serie 6xx per contenere il consumo massimo.
- VT: sta per "Vanderpool Technology", la tecnologia di virtualizzazione che rende possibile l'esecuzione simultanea di più sistemi operativi differenti contemporaneamente.

| Nome Commerciale | Data        | Socket | Clock   | Molt. | Pr.Prod.        | Voltag. | Watt | Bus    | Cache          | XD-bit | EM64T | HT | EIST | VT |
| ---------------- | ----------- | ------ | ------- | ----- | --------------- | ------- | ---- | ------ | -------------- | ------ | ----- | -- | ---- | -- |
| Celeron 266 MHz  | 15/apr/1998 | Slot 1 | 266 MHz | 4x    | 250 nm 7,5 mil. | 2 V     | N.A. | 66 MHz | L1=32KB L2=0KB | No     | No    | No | No   | No |
| Celeron 300 MHz  | 8/giu/1998  | Slot 1 | 300 MHz | 4,5x  | 250 nm 7,5 mil. | 2 V     | N.A. | 66 MHz | L1=32KB L2=0KB | No     | No    | No | No   | No |

Nota: la tabella soprastante è un estratto di quella completa contenuta nella pagina del Celeron.

## Il successore
Date le scarse prestazioni il successo di pubblico è stato decisamente scarso e Intel è passata velocemente all'evoluzione basata sul core Mendocino dopo pochi mesi, nell'agosto 1998.